# الدوري السويدي الدرجة الثانية 1924–25
الدوري السويدي الدرجة الثانية 1924–25 (بالسويدية: Division II i fotboll 1924/1925)‏ هو موسم من الدوري السويدي الدرجة الثانية. فاز فيه Brynäs IF Fotboll ‏.